# 궁수 강림 : 6개의 예언
《궁수 강림 : 6개의 예언》은 2020년 5월에 출시된 신비아파트의 4번째 게임이다.